# East Rutherford, New Jersey
East Rutherford este o suburbie a orașului New York situată în Comitatul Bergen din statul New Jersey, Statele Unite. La recensământul din 2000, populația sa a fost de 8,716 de locuitori.